# Curso de verano
Por cursos de verano, escuela de verano o universidad de verano se designa a cursos educativos diseñados para ser realizados durante las vacaciones de verano. Sus contenidos, alcance y objetivos pueden variar ampliamente, pero suelen estar ideados de forma complementaria al curso académico reglado que tiene lugar durante el año.
En educación primaria suelen destinarse a reforzar contenidos dados durante el año, especialmente para compensar desigualdades socioeconómicas en el acceso a la educación. Así, puede usarse simplemente como ampliación del curso para alumnos que no hayan obtenido calificaciones suficientes para pasar de nivel o emplearse para disminuir la brecha socioeconómica que tiene lugar durante el verano. Este mecanismo es especialmente característico de las escuelas de verano en los Estados Unidos. En Perú se denominan vacaciones útiles.
En la educación secundaria, suelen ser utilizados como preparación para la Universidad u otros tipos de educación superior. En algunos sistemas universitarios, la realización de cursos de verano puede ser tenida en cuenta para la admisión en una universidad en concreto. Paralelamente, se mantiene el uso de estos cursos para corregir desigualdades, pudiendo ser usado como preparación adicional para elevar el nivel de entrada de los estudiantes y así aumentar las tasas de éxito durante el curso. Es habitual que sean también actividades sociales, usadas por las universidades para facilitar la integración de alumnos procedentes de otras ciudades o regiones y dar a conocer la institución entre estudiantes que están en proceso de elección de universidad.
En la educación superior, suelen usarse para incentivar la formación continua, el debate sobre temas de interés social y la participación de los estudiantes en iniciativas culturales. Es habitual que se reconozcan estas actividades como créditos de libre elección para estudiantes matriculados en alguna titulación. Los programas de verano universitarios más desarrollados tienen una vertiente social, tratando de atraer participantes de diferentes nacionalidades para fomentar el intercambio cultural y dar a conocer a los estudiantes el patrimonio histórico, natural, cultural y social de las sedes donde tienen lugar.
En estudios de tercer ciclo (posgrado, máster, doctorado) y en instituciones académicas, se suelen incluir como cursos de verano diversos tipos de congresos, conferencias o seminarios. Típicamente tratan de temas de investigación o divulgación del estado del arte, para gente involucrada en el campo. Realizarlos en verano disminuye las incompatibilidades de los asistentes debidas a labores en el curso reglado. Aunque a diferencia de los anteriores no se suelen reconocer créditos académicos, la participación puede ser reconocida para acceder a puestos académicos o valoradas en mediciones de desempeño investigador. Para profesores y académicos, la asistencia a estos cursos suele ser considerada parte de la formación continua y reciclaje de sus conocimientos e incentivada por parte de las instituciones que los emplean.
Las definiciones más generales de cursos de verano incluyen además de los anteriores a diversos tipos de cursos realizados en verano y abiertos a gente de todo tipo de edades y formaciones. Suelen tener intereses divulgativos más que académicos y es habitual que estén dirigidos a adultos en edad laboral o incluso personas mayores (como parte de programas de universidad de la experiencia). Entre ellos se suelen destacar las escuelas de verano musicales como los Cursos de Verano de Darmstadt.

## Universidad de verano
Una variante importante de las escuelas de verano son las universidades de verano. Se tratan de cursos de educación superior que se da en el periodo de vacaciones de verano, y que al no destinar sus cursos a la obtención de licenciaturas, grados, doctorados u otras titulaciones, permite una mayor flexibilidad que el curso académico normal.
El concepto aparece en España en 1932, como una de las derivaciones de la Institución Libre de Enseñanza, con la creación de la Universidad Internacional de Verano de Santander (posteriormente denominada Universidad Internacional Menéndez Pelayo -UIMP-). En Europa, los cursos universitarios de verano están promovido por la iniciativa Summer University Project desde 1988.